# Anisodes postposita
Anisodes postposita là một loài bướm đêm trong họ Geometridae.